# Henri de Merode (1782-1847)
Graaf Henri Marie Ghislain de Merode (Brussel 15 augustus 1782 - Brussel, 23 september 1847), markies van Westerlo, prins van Rubempré en Everberg, was een Belgisch edelman, filosoof en senator.

## Levensloop
Merode was de oudste zoon van graaf Willem de Merode (1762-1830), markies van Westerloo en prins van Rubempré, en van Marie gravin d'Ongnies de Mastaing (1760-1842), erfprinses van Grimbergen. Hij was de broer van Frédéric de Merode, de held van de Belgische revolutie, van Félix de Mérode, lid van het Voorlopig Bewind en van het Nationaal Congres en van Werner de Merode, lid van het Nationaal Congres.
In tegenstelling tot zijn drie jongere broers hield Henri zich afzijdig tijdens de dagen van de Belgische revolutie. Het belet niet dat hij in 1831 Belgisch senator werd, tot in 1844. Hij was in goede relatie met het Belgische koningshuis, want zijn vrouw was eredame van koningin Marie-Louise en Grootmeesteres van het Huis van de Hertogin van Brabant.

## Publicaties
Henri de Merode was vooral een studax, die zich niet graag in het publieke debat mengde. In 1833 publiceerde hij, samen met graaf de Beauffort, een filosofisch traktaat De l'Esprit de vie et de l'Esprit de mort (Parijs, 1833).
Hij schreef ook Mémoires du feld-maréchal comte de Merode-Westerloo (1840). Verder schreef hij Souvenirs.

## Huwelijk en kinderen
De Merode trouwde op 26 augustus 1806 in Parijs met Louise-Jeanne de Thésan (Parijs, 14 januari 1787 - Brussel, 27 april 1862), dochter van burggraaf Jean de Thésan en van Françoise de Noailles. Ze woonden meestal in het kasteel van Trelon bij Avesnes in Frankrijk.
Uit hun huwelijk zijn de volgende kinderen geboren:
- Marie Joséphine Hildegarde Ghislaine ("Marie") gravin de Merode (1820-1899); trouwde met Adrien Charles Guy Marie de Levis-Mirepoix, hertog van San-Fernando-Luis (1820-1886)
- Charles de Merode, markies van Westerlo, prins van Rubempré en van Grimbergen (1824-1892), volksvertegenwoordiger, senator, voorzitter van de Senaat en minister van Staat; trouwde in 1849 met Marie prinses en hertogin van Arenberg (1830-1905)
  - Henri graaf de Merode (1856-1908), markies van Westerloo, prins van Rubempré en van Grimbergen, minister van Buitenlandse Zaken en eveneens voorzitter van de Senaat en minister van Staat; trouwde met Nathalie prinses de Croÿ (1863-1957)
    - Charles prins de Merode (1887-1977), markies van Westerlo, prins van Rubempré en van Grimbergen, burgemeester van Westerlo: trouwde met Marguerite de Laguiche (1895-1988). Ze bleven kinderloos en dit betekende het einde van deze familietak. In 1946 adopteerden ze prins Philibert-Albert de Merode (1915-1958), een afstammeling van Félix de Merode.